# Plage d'Arrigorri
La plage d'Arrigorri située sur la côte basque dans la commune biscaïenne d'Ondarroa, au Pays basque (Espagne), est une plage urbaine avec sable doré, d'où elle tire son nom (arri = pierre et gorri = rouge) pierre rouge en basque. Elle se situe à l'abri d'un des quais du port de la localité en partageant la baie avec sa voisine, la plage de Saturraran.
Il a une petite promenade maritime qui s'étend, au niveau de la mer, jusqu'à la Saturraran. Avec de vastes services il est un des lieux privilégiés de la ville.
La qualité de ses eaux souffre de la pollution provenant du port et de la rivière Artibai qui aboutit sur sa rive gauche. En étant derrière les quais du port elle est protégée de la montée subite ce qui la transforme en une plage très sûre. Ces mêmes quais, ont contribué à la croissance du banc de sable étant donné le changement de courants qui ont provoqué, dans la baie, le déplacement du sable de Saturraran à Arrigorri.

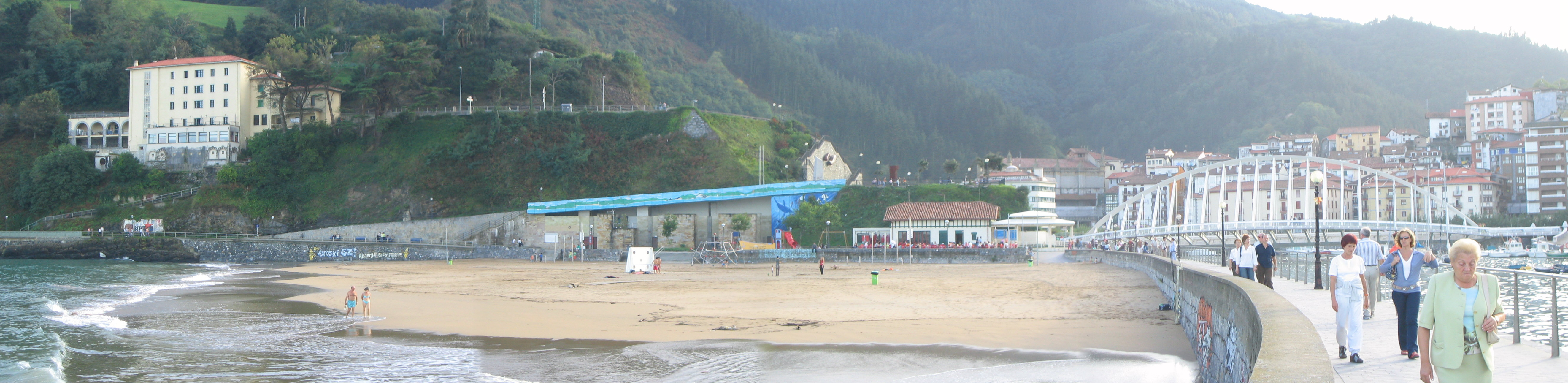
Vue générale de la plage d'Arrigorri à marée haute.

## Référence
- (es) Cet article est partiellement ou en totalité issu de l’article de Wikipédia en espagnol intitulé « Arrigorri » (voir la liste des auteurs).

1. ↑  (eu) Mikel Estonba Mintxero, Euskal Herriko kostaldea, Usurbil (Gipuzkoa), Elhuyar Hiztegia, 1998, 159 p. (ISBN 8487114407 et 9788487114403, OCLC 907321859, lire en ligne)